# Солунските атентатори (филм)
„Солунските атентатори“ (на македонска литературна норма: Солунските атентатори) е игрален филм от Народна република Македония от 1961 година. Филмът е режисиран от Жика Митрович, а сценарист е Йован Бошковски. Главните роли се изпълняват от Никола Автовски, Истреф Беголи, Александър Гаврич, Дарко Дамевски, Йоаким Мок, Петре Пърличко, Стойка Цекова и други.
Действието на филма се развива в началото на XX век в Македония, месеци преди началото на Илинденското въстание, когато групата на Гемеджиите организира Солунските атентати, чиято цел е да накара Великите сили да приложат реформи в Османската империя.